# Internationale Fach-Ausstellung für Büro-Organisation

Logos der IFABO im Laufe der Jahre

Die Internationale Fach-Ausstellung für Büro-Organisation (IFABO) war eine Messe für Informationstechnik in Wien und fand von 1970 bis 2002 jährlich im Wiener Messezentrum statt.
Peter Noever begründete 1970 zusammen mit Helmut R. Scholz und H. Laszlo die IFABO, als erste Veranstaltung, die allen Firmen des Sektors Büroorganisation die Möglichkeit bot, ihre Produkte dem österreichischen Fachpublikum zu präsentieren. Die IFABO '70 fand im Februar 1970 im Wiener Messepalast statt.
Die Messe fand bis 2000 im Frühling statt, ein Termin, der mit Gründung der viel größeren CeBIT in Hannover problematisch wurde. Daher verlegte man 2001 den Termin auf September. Zugleich wurde ein Alterslimit von 18 Jahren eingeführt. Doch auch diese Änderungen waren nicht zielführend. Wegen des schlechten Verlaufs 2002 wurde die Messe eingestellt. 2003 sollte es als Nachfolge die „enter“ geben, die allerdings wegen mangelnder Aussteller-Anmeldung abgesagt werden musste.